# Juan María Acebal
Juan María Acebal y Gutiérrez (Oviedo, 8 de marzo de 1815-Oviedo, 11 de febrero de 1895) fue un escritor español que empleaba tanto el castellano como el asturiano.

## Biografía
Nació el 8 de marzo de 1815 en la ciudad asturiana de Oviedo. Debido a la expulsión de los jesuitas de España en 1835, con los que estudiaba Humanidades y Filosofía, tuvo que abandonar sus estudios y regresar a Oviedo. Allí, junto con su hermano, participó en diversos negocios, destacando sobre todo su faceta artística como escultor. Acebal, de ideas tradicionalistas, de profunda religiosidad y militante carlista, se exilió a Bayona en 1873 tras la última guerra carlista. 
Su producción poética siempre fue publicada en la prensa regional y no se recogió en libro hasta 1925 cuando Enrique García Rendueles la recopiló para la obra Los nuevos bablistas.
Se lo suele denominar como el príncipe de los poetas bables debido a su gran rigor lingüístico y a la calidad literaria de sus obras. 

## Obras
- Cantar y más cantar
- La fonte de Fascura
- A María Inmaculada
- Refugium peccatorum
- ¡Pobre madre!
- El amor del hogar
- Trébole
- Charada
- ¡Qué despacio el tiempo pasa!
- A Enrique Tamberlick